# Пірамідальні важкосередовищні сепаратори

Пірамідальні важкосередовищні сепаратори (рис.) — важкосередовищні сепаратори з пірамідальною робочою ємністю (ванною).
Пірамідальні важкосередовищні сепаратори в тих же випадках, що й конусні і відрізняються від них способом розвантаження продуктів розділення і способом підтримки стабільності суспензії.
Вихідний матеріал завантажується у ванну 1 пірамідальної форми. Суспензія в сепаратор подається чотирма патрубками 3, що розташовані попарно в верхній і нижній частинах ванни. Важкий продукт з сепаратора вивантажується зневоднюючим елеватором 6, швидкість руху ковшів якого, з одного боку, визначається виходом важкого продукту, а з іншого — не повинна порушити спокійний стан суспензії. Транспортування вздовж ванни і розвантаження легкого продукту виконується обертовими лопатями 4. Лопаті, крім того, занурюють грудки матеріалу у суспензію, що сприяє перечищенню матеріалу і підвищує ефективність процесу.